# Corona dental
La corona dental es la porción visible de las piezas dentales, está cubierta por el esmalte dental en contraposición a la raíz dental que está cubierta por el cemento. En odontología, se llama también corona a aquella prótesis que restaura la anatomía y función de la corona natural, este tipo de prótesis en términos coloquiales se suele denominar funda dental. Puede ser de diferentes materiales como metálicas, metal-porcelana, metal-resina, totalmente de porcelana o de circonio.